# Habronattus formosus
Habronattus formosus là một loài nhện trong họ Salticidae.
Loài này thuộc chi Habronattus. Habronattus formosus được Richard C. Banks miêu tả năm 1906.